# Glândula sublingual
As glândulas sublinguais são glândulas salivares que têm forma de uma pequena amêndoa, situada entre o assoalho da boca e o músculo milo-hióideo. É uma glândula mista, com predominância das células mucosas sobre as seromucosas, encontradas formando semi-luas. Não apresenta ácinos constituídos por células serosas exclusivamente. Os ductos intercalares são curtos ou ausentes. Os ductos estriados também são curtos e difíceis de serem observados. Estudos histoquímicos demonstraram ser a sublingual uma glândula de secreção puramente mucosa e morfologicamente é uma glândula mista.
A cápsula é discreta, mal definida, com septos delimitando lobos e lóbulos.
É irrigada pelas artérias facial e lingual. 